# Cees van Lanschot
 Cornelius Godfridus Josephus van Lanschot ('s-Hertogenbosch, 20 april 1897 - 25 november 1953) was een telg uit een bekend Brabants bankiersgeslacht.
Cees van Lanschot was de zoon van Godefridus Augustinus Wilhelmus van Lanschot en Josina Henriette Antonia Jurgens. Hij trouwde in Kensington, Londen op 27 juni 1932 met Jeanne Henriette Hubertine Temminck (1907-1993). Uit het huwelijk zijn twee dochters geboren. 
Cees van Lanschot was 10de generatie firmant van F. van Lanschot Bankiers N.V. Hij werd later voorzitter van de raad van bestuur. Joannes Cornelis van Lanschot (25 juni 1929 - 31 maart 1991), zoon van zijn broer, werd de 11de en laatste bestuursvoorzitter van de familie.
In 1928 werd Golfclub de Dommel opgericht; in 1929 begon Cees van Lanschot met de aanleg van een 9-holes golfbaan op een mooi stuifduinlandschap langs de Dommel, waar rond de eeuwwisseling al veel dennenbomen geplant werden om het stuiven tegen te gaan. Het ontwerp van de nieuwe golfbaan is van Harry Colt.